# Irish League 1948-1949
L'Irish League 1948-1949 è stata la 48ª edizione della prima divisione del campionato nordirlandese di calcio.
Il campionato era formato da dodici squadre e il Linfield vinse il titolo.

## Classifica finale
| Pos. | Squadra          | G  | V  | N | P  | GF | GS | Punti |
| ---- | ---------------- | -- | -- | - | -- | -- | -- | ----- |
| 1    | Linfield         | 22 | 16 | 4 | 2  | 58 | 21 | 36    |
| 2    | Belfast Celtic   | 22 | 14 | 3 | 5  | 69 | 32 | 31    |
| 3    | Glentoran        | 22 | 13 | 3 | 6  | 45 | 28 | 29    |
| 4    | Cliftonville     | 22 | 9  | 5 | 8  | 44 | 38 | 23    |
| 5    | Bangor           | 22 | 8  | 5 | 9  | 43 | 45 | 21    |
| 6    | Distillery       | 22 | 9  | 3 | 10 | 51 | 56 | 21    |
| 7    | Portadown        | 22 | 8  | 4 | 10 | 41 | 48 | 20    |
| 8    | Glenavon         | 22 | 6  | 8 | 8  | 35 | 43 | 20    |
| 9    | Derry City       | 22 | 8  | 3 | 11 | 40 | 52 | 19    |
| 10   | Ballymena United | 22 | 6  | 7 | 9  | 39 | 58 | 19    |
| 11   | Ards             | 22 | 7  | 2 | 13 | 46 | 49 | 16    |
| 12   | Coleraine        | 22 | 4  | 1 | 17 | 25 | 66 | 9     |

G = Partite giocate; V = Vittorie; N = Nulle/Pareggi; P = Perse; GF = Goal fatti; GS = Goal subiti; 